# 조슈아 밀턴 블라히
조슈아 밀턴 블라히(Joshua Milton Blahyi, 1971년 9월 30일 출생)는 라이베리아의 목사이자 전직 군벌이다. 엉덩이를 깐 장군(General Butt Naked)이라는 별칭으로도 잘 알려져 있다. 라이베리아의 군벌 루즈벨트 존슨과 함께 제1차 라이베리아 내전에서 싸운 경험이 있다.
1990년대 블라히는 난폭하고 희한한 방식을 사용해 유명세를 떨쳤다. 원래 부족 주술사였던 블라히는 전쟁이 끝난 이후 기독교로 개종해 목사가 됐다.

## 어린 시절
블라히는 라이베리아의 사르포족(Sarpo tribe)의 일원으로 출생했다. 블라히는 자신이 11세 때 부족 주술사가 되어 자신의 첫 번째 인간 제물 의식(인신공희)에 참여했다고 밝혔다. 3일간 계속된 의식의 과정 속에서 블라히는 악마가 등장하는 영상을 보게 됐다. 영상 속의 악마는 그에게 위대한 전사가 될 것이며, 블라히의 힘을 증가시키려면 인신공희와 식인을 계속해야 한다고 말했다.
크란인(Krahn) 지도자들은 나중에 블라히를 고위 주술사로 임명했다. 이 덕분에 블라히는 라이베리아 대통령인 사무엘 도(Samuel Doe)의 영적인 조언자가 될 수 있었다.
블라히는 크란.
"나는 크란인 최대신의 고위 주술사였다. 그리고 나와 같은 부족 출신이었던 사무엘 도 역시 자동적으로 나의 권한 아래로 들어왔다. 또한 나는 니안비아웨(Nyanbe-a-weh)를 서아프리카 흑마녀 해안사단(black witch coastal line division)의 최고신 셋중 하나로 위치시켰다"(블라히 본인의 진술)
블라히에 따르면 니안비아웨는 그의 수호신이다. 또한 니안비아웨는 블라히에게 의식에 쓸 제물(ritual sacrice)을 요구했다. 결국 블라히는 니안비아웨가 어릴적 자신이 본 영상에 등장하는 악마라고 믿게 됐다.
블라히의 설명에 따르면 크란인인 출생 시의 계급에 의해 지도자를 뽑지 않는다. 그들은 신체적 역량을 기준으로 지도자를 뽑는다. 1년에 한번 열리는 싸움 행사를 통해 지도자가 결정된다. 블라히의 설명에 따르면 싸움 행사에서 최후의 승자는 자신의 힘과 용기를 보이기 위해 상대를 죽이거나 불구로 만들 수 있다. 이 마지막 승자가 부족의 지도자가 되는 것이다.

## 전쟁 경험
블라히는 자신의 병사들이 신발만 신은 채 벌거벗게 했다. 그는 알몸 상태가 총알로부터 자신을 막아줄 것으로 생각했다. 훗날 블라히는 전투에 들어가기 전에 정기적으로 인간 제물을 바쳐왔다며 "대체로 어린 아이가 제물이 됐다. 그의 신선한 피가 악마를 만족시켜줄 테니까"라고 말했다.
다음은 시애틀 포스트인텔리젠서와의 인터뷰에서 그가 말한 내용이다. "때때로 나는 아이들이 노는 물 속에 들어가곤 한다. 물 속으로 뛰어들어 한 아이를 붙잡고, 그를 품속에 끌고 나와 목을 꺾는다. 가끔은 사고를 일으킬 때도 있다. 아이들을 그냥 죽일 때도 있었다" 2008년 1월 블라히는 자신의 인신공희 사실을 고백하며 "죄 없는 아이를 죽이고 심장을 뽑아낸 후 잘라내 나눠 먹은 적도 있다"고 말했다.
블라히는 남아프리카의 더 스타 기자에게 "사탄을 주기적으로 만나며 대화를 나눈다"며 11살부터 25살까지는 매달 인신공희에 참가했다고 말했다.
블라히의 설명에 따르면 그의 병사들은 전투 직전 술과 마약을 복용하고, 동네의 청소년을 죽인 후 그 피를 마셨다. 그 후 신발만 신고 나체가 된 채로 전투에 뛰어들었다. 색색의 가발을 쓰고 민간인으로부터 약탈한 가상의 지갑(imaginary purse)도 지참했다.
블라히의 군대는 보이는 대로 사람들을 죽이고, 머리를 잘라 축구공으로 쓰기도 했다. 죽인 사람만 수백 명이 넘어 셀 수 없을 정도였다. 그는 자신의 나체 군대가 술 취한 채로 겁없이 움직였지만 전략적으로 움직였다고 말했다.
블라히가 전쟁에서 활약할 동안 그는 스스로를 투명하게 만드는 마법의 힘이 있다고 소문이 파다했다. 또한 '특별한 힘'을 사용해 단독으로 마을을 점령하고 자신의 부대로 하여금 청소를 하게 했다는 이야기도 있었다. 주로 10대 초반으로 구성된 블라히의 병사들은 나체 또는 여성 옷을 입고 전투에 참가했다. 2006년 6월 출간된 블라히의 자서전에는 그가 신발만 신은 채 총을 들고 있는 사진이 실렸다.
1차 라이베리아 내전 기간동안 그가 이끌었던 부대는 '엉덩이를 깐 여단'(Butt Naked Brigade)으로 불렸다. 루스벨트 존슨의 자금지원을 받은 블라히의 여단은 '민주주의를 위한 연합 라이베리아 해방운동'(ULIMO, 사무엘 도를 지지함) 민병대와 한 편에 섰다. 이들은 찰스 테일러와 프린스 존슨의 민병대에 맞섰다. 프린스 존슨은 사무엘 도를 처형한 인물이었다. 결국 찰스 테일러가 라이베리아를 지배했다.

## 개종
블라히의 학살극은 1996년에 끝이 났다. 라이베리아 내전도 막바지에 달한 시점이었다. 그는 비숍 쿤 쿤(Bishop Kun Kun)이 목사로 있는 교회에서 개종했다. 교회 사람들은 블라히를 구원하기 위해서는 54일간 단식을 해야 한다는 신의 음성이 들려왔다고 주장한다. 단식을 마친 이들은 신으로부터 영적인 힘을 받아 블라히의 집회장에 잠입할 수 있었고 그에게 설교를 했다. 설교가 끝난 뒤 블라히는 번쩍이는 빛처럼 나타난 예수 그리스도의 현신(theophany)이 자신을 아들로 칭하는 것을 들었다고 한다. 또한 예수의 현신은 블라히에게 죄를 뉘우치지 않으면 죽을 것이라 말했다고 한다.
1997년 블라히는 가나 부두부람(Buduburam)에 갔다. 여기서 그는 자신의 죄를 고해하고 구원을 받았다고 말한다. 목사가 된 지금 블라히는 설교를 나갈 때 자신이 죽였던 자들의 친척들과 마주치곤 한다. 그 때마다 그는 자신을 지배했던 악마의 힘 때문에 나쁜 기분을 느끼곤 한다고 말한다. 현재 블라히는 전쟁 범죄에 대한 재판을 받을 의사가 있음을 밝히고 있다.
목사가 된 블라히는 조시 목사와 결혼해 4명의 자녀를 뒀다. 한동안 그는 가족과 떨어져 가나에 숨어 있었다. 자신에게 피해를 본 사람들과 그 친적들의 보복이 두려웠기 때문이다. 2008년 라이베리아로 돌아온 블라히는 진실화해위원회에 참석해 1980년부터 1996년 동안 자신과 병사들이 2만 명 이상의 죽음에 책임이 있다고 밝혔다. 위원회는 이 숫자를 인정했다.

## 현재
진실화해위원회에서 자신의 전쟁범죄를 증언한 블라히는 이후 스스로를 '조슈아'로 칭하며 목사로 활동하고 있다. 슈피겔에 따르면 2013년 10월 현재 블라히는 쿤 쿤 목사가 있는 몬로비아의 한 교회에서 성서를 강독하며, 예전 자신의 소년병으로 활동했던 사람들을 위한 전도단을 만들었다.
또한 블라히는 위원회가 끝난 뒤 전쟁범죄의 희생자가 된 사람들을 찾아 용서를 구하는 활동을 하고 있다. 2013년 현재 그는 77명의 피해자들을 만나 용서를 구했다. 그들 중 19명이 블라히를 용서했다.